# Hans Günter Winkler

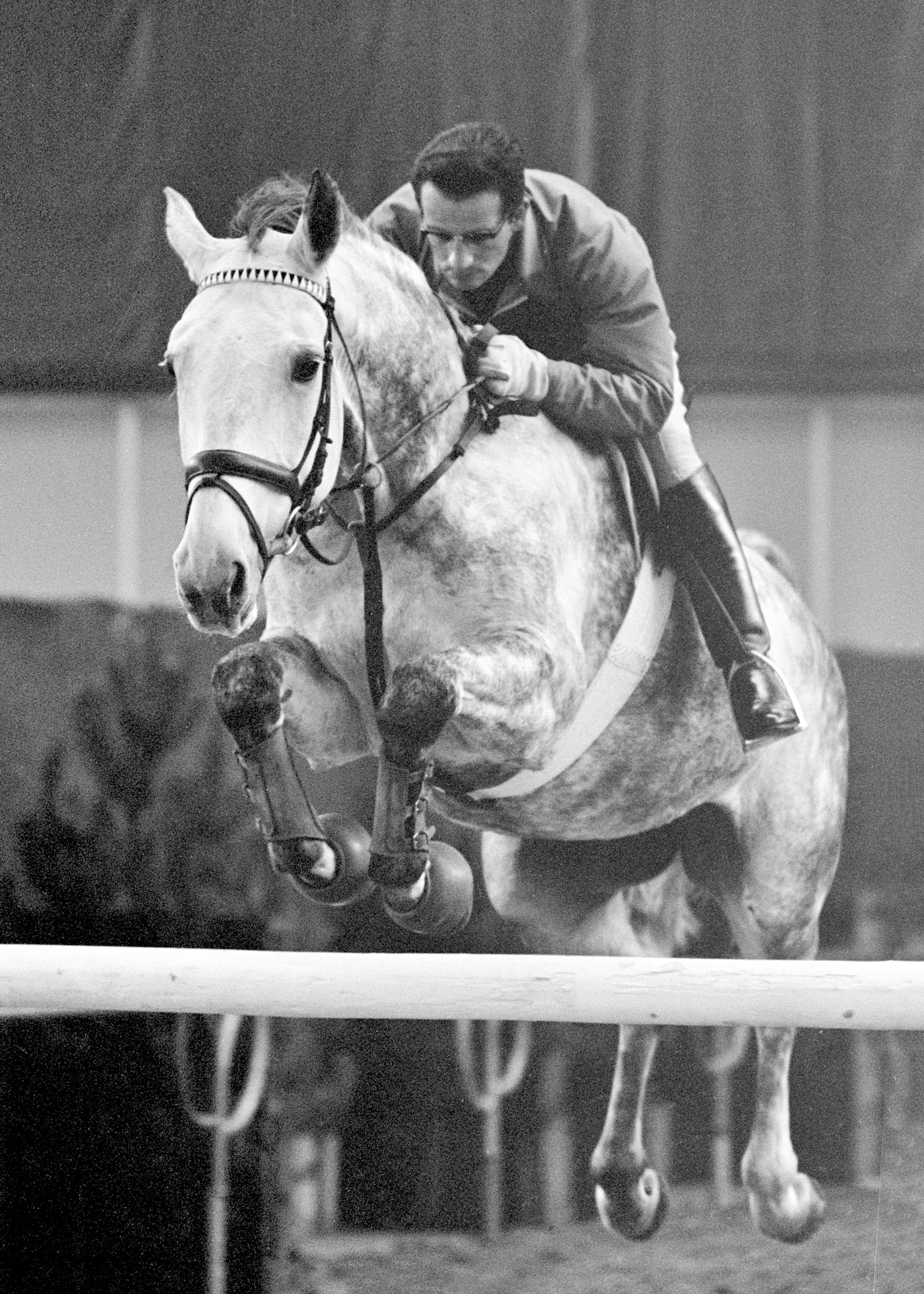
Hans Günter Winkler in 1966

Hans Günter Winkler (Barmen, 24 juli 1926 – Warendorf, 9 juli 2018) was een Duits springruiter.

## Loopbaan
Met vijf gouden, een zilveren en een bronzen medaille is hij de succesvolste olympische springruiter. Op de Spelen van 1956 behaalde hij zowel individueel als met het Duitse eenheidsteam de gouden medaille op “Halla”. De andere vijf medailles behaalde hij in teamverband op de vijf daarop volgende Spelen, in 1960 en 1964 ook nog met het Duitse eenheidsteam en in 1968, 1972 en 1976 als deelnemer namens de Bondsrepubliek Duitsland. Bij de openingsceremonie van de Olympische Zomerspelen 1976 in Montréal was hij de vlaggendrager van West-Duitsland.
Hij behaalde ook tweemaal het wereldkampioenschap bij de mannen en eenmaal het Europese kampioenschap. Tevens nam Winkler deel aan meer dan 70 Prix des Nations, de internationale springkampioenschappen voor landenploegen.
Hij won tweemaal de Grote Prijs van Jumping Amsterdam, in 1960 op Atoll en in 1963 op Romanus.
Hij stierf in 2018 op 91-jarige leeftijd.